# 俞俊 (成化壬辰進士)
俞俊（1435年—1510年），字尚賢，浙江處州府麗水縣人，明朝政治人物。成化壬辰進士，正德初年官至南京工部尚書。

## 生平
天順六年（1462年）浙江鄉試第六十九名舉人。成化八年（1472年），登壬辰科三甲第十三名進士。初授江陵縣知縣。擢湖廣道監察御史。弘治五年（1492年），擢貴州按察司副使，整飭威清兵備。弘治六年（1493年）九月，率官軍分兩路進兵，擊敗起事苗族軍隊。弘治七年（1494年）三月，俞俊偕同湖廣總兵官鎮遠侯顧博等人，率貴州、湖廣官軍，兵分六路進攻布依族包富架起事軍隊，俘包富架及其二子。都察院右副都御史鄧廷朗請旨旌表其功，擢江西布政使司右參政。不久，因丁憂回鄉。服除，改授福建左參政。擢山東右布政使，轉山西左布政使。
弘治十八年（1505年），升任順天府府尹。正德三年（1508年），改工部左侍郎。正德四年六月，升南京工部尚書。正德五年三月，督修孝陵明樓及懿文靈殿。同年六月，告老去官，七月卒。

## 家族
曾祖俞文玉，封兵部主事。祖父俞英，兵部員外郎。父俞奇。